# Stadtpalais Liechtenstein

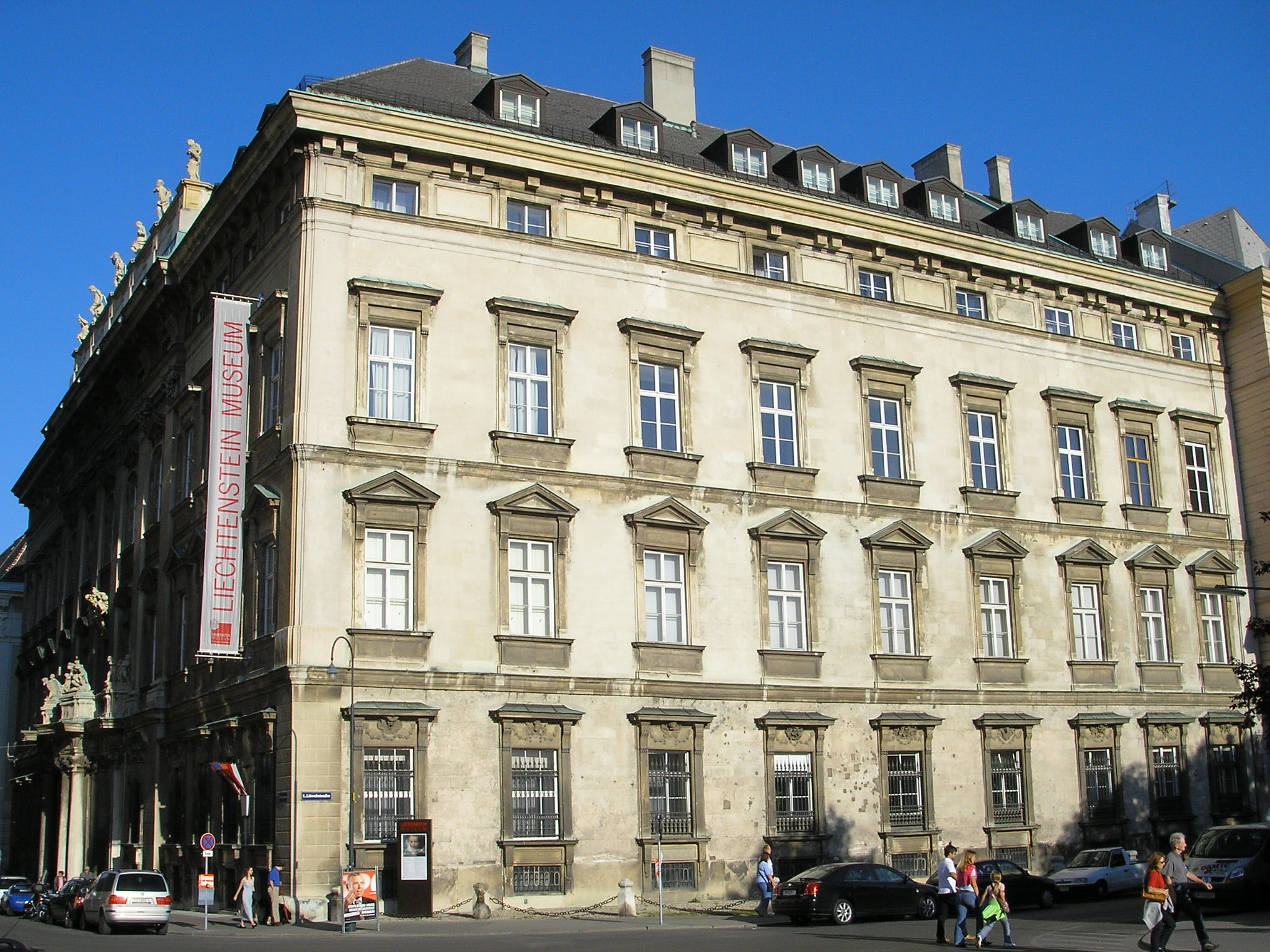
Mặt tiền Stadtpalais Liechtenstein.

Stadtpalais Liechtenstein (Lâu đài ở Đô thị), làm một tòa nhà dân cư tại Bank Gasse 9, quận 1 của thành phố Vienna, Áo Innere Stadt, là một trong hai cung điện ở Vienna thuộc về Gia đình Thái tử Liechtenstein. Cung điện này được xây trong khoảng thời gian từ năm 1692 đến năm 1705 bởi kiến trúc sư người Ý Domenico Martinelli, và kiến trúc sư Thụy Sĩ Gabriel de Gabrieli.
Tòa nhà này tránh khỏi bị phá hủy trong Thế chiến II khi bom chỉ rơi gần đó. Hiện tại nó vẫn là nơi cư ngụ riêng tư của Gia đình Thái tử. Sau khi được trùng tu năm 2013, các tòa nhà của cung điện chứa các bộ sưu tập nghệ thuật của thái tử thời kỳ thế kỷ 19, trong khi các tác phẩm thế kỷ 16 - 18 được trưng bày ở Vườn Lâu đài Liechtenstein.

## Hình ảnh

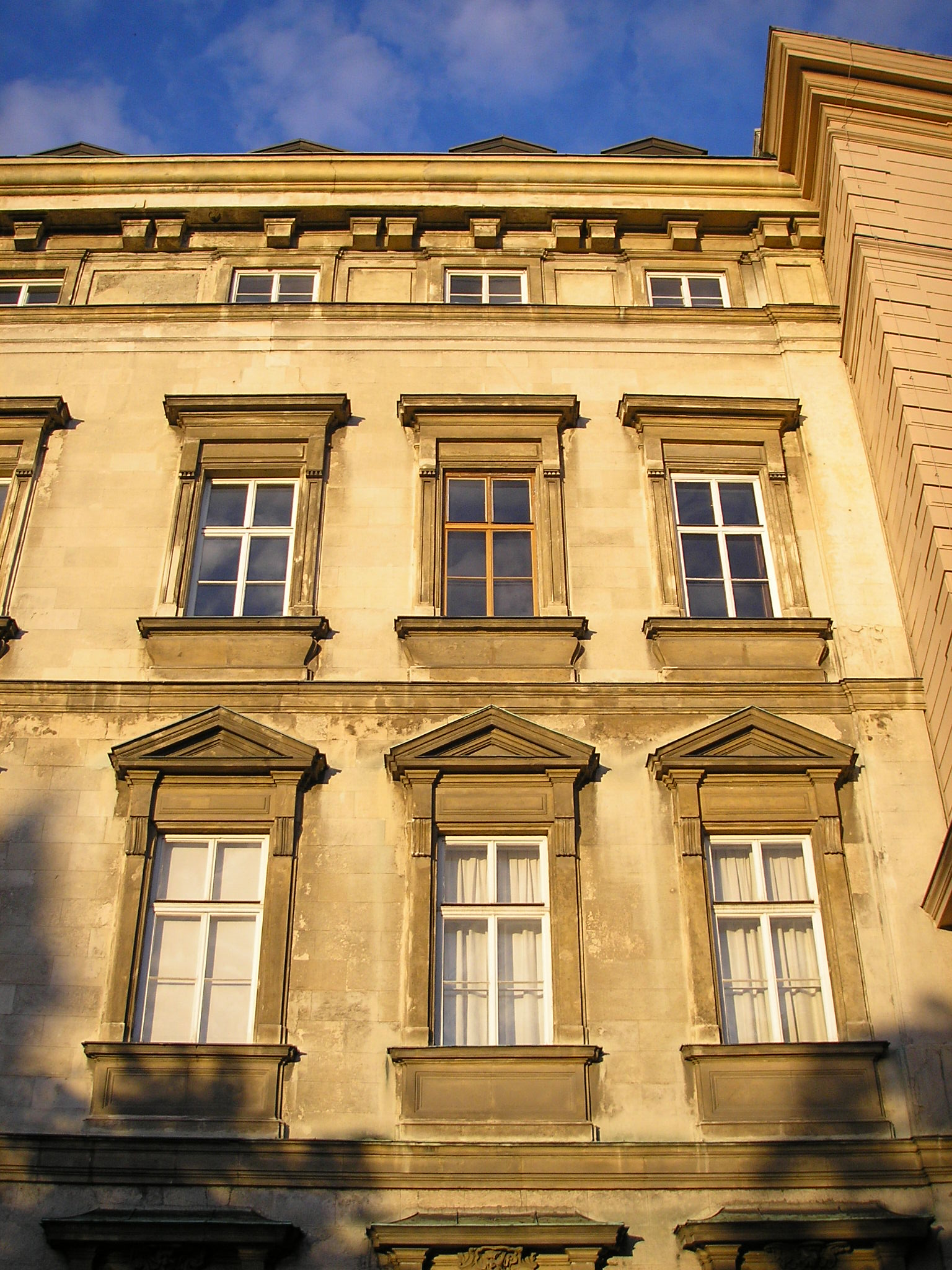
Stadtpalais Liechtenstein, bên ngoài
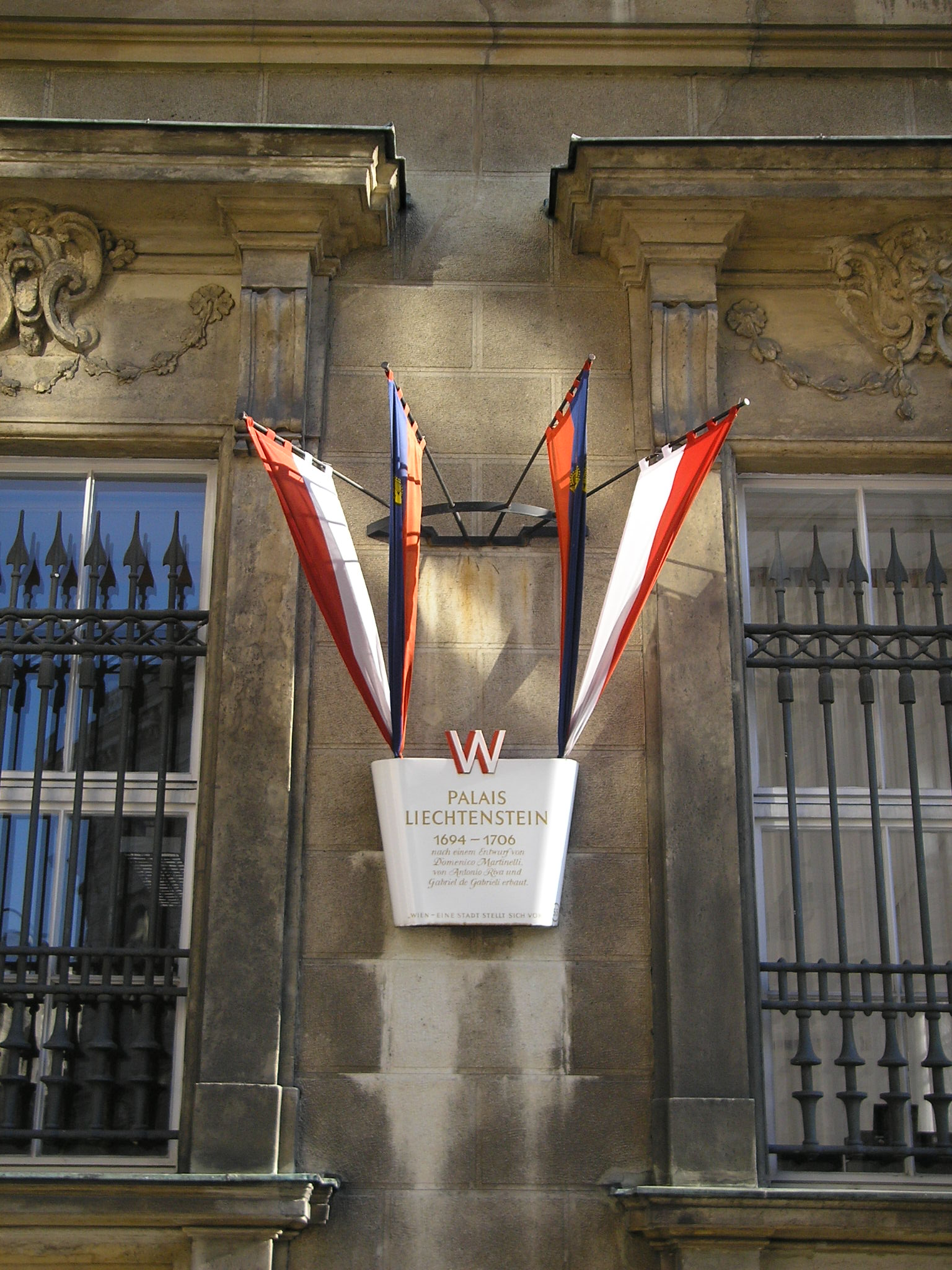
Stadtpalais Liechtenstein, bên ngoài
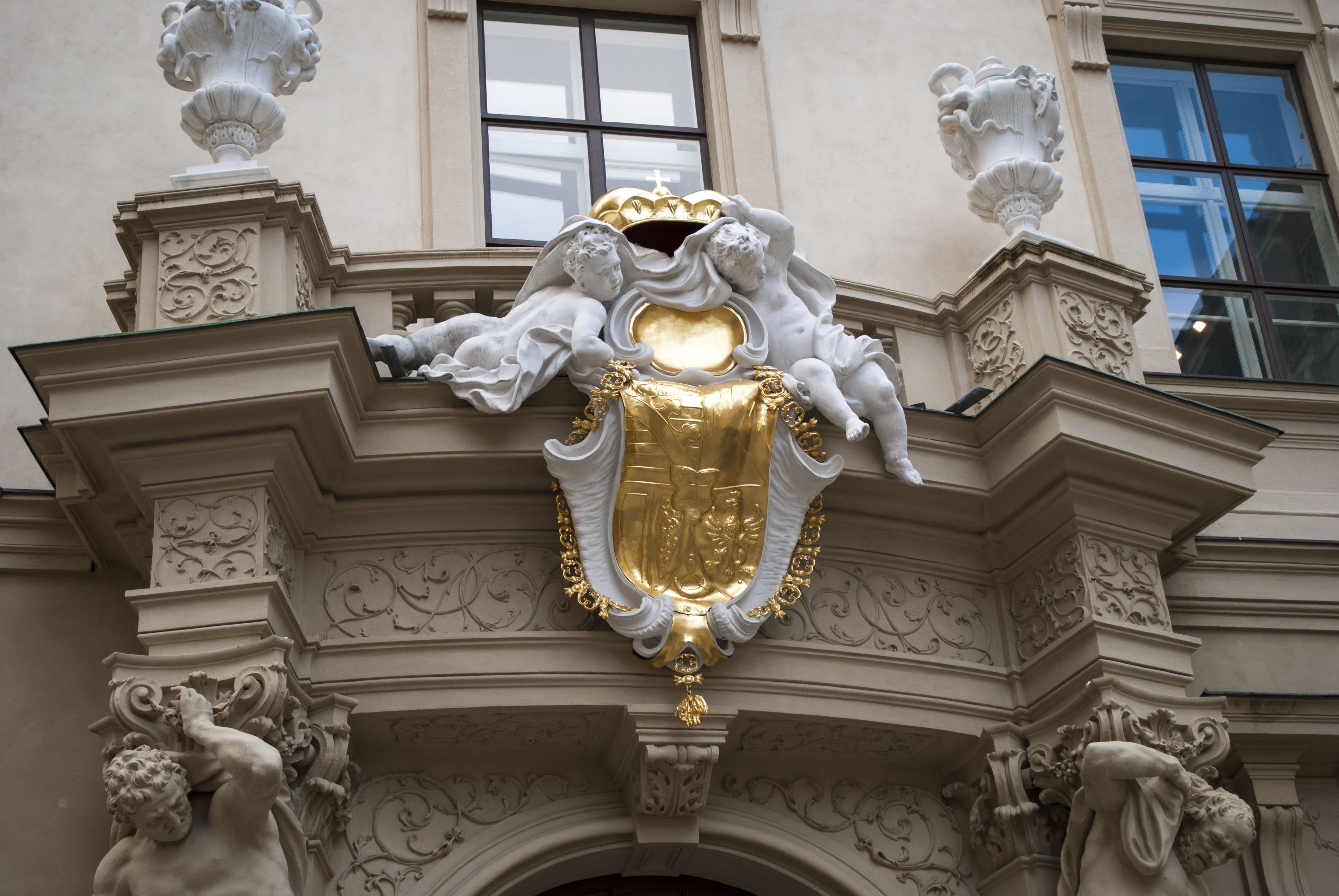
Huy hiệu
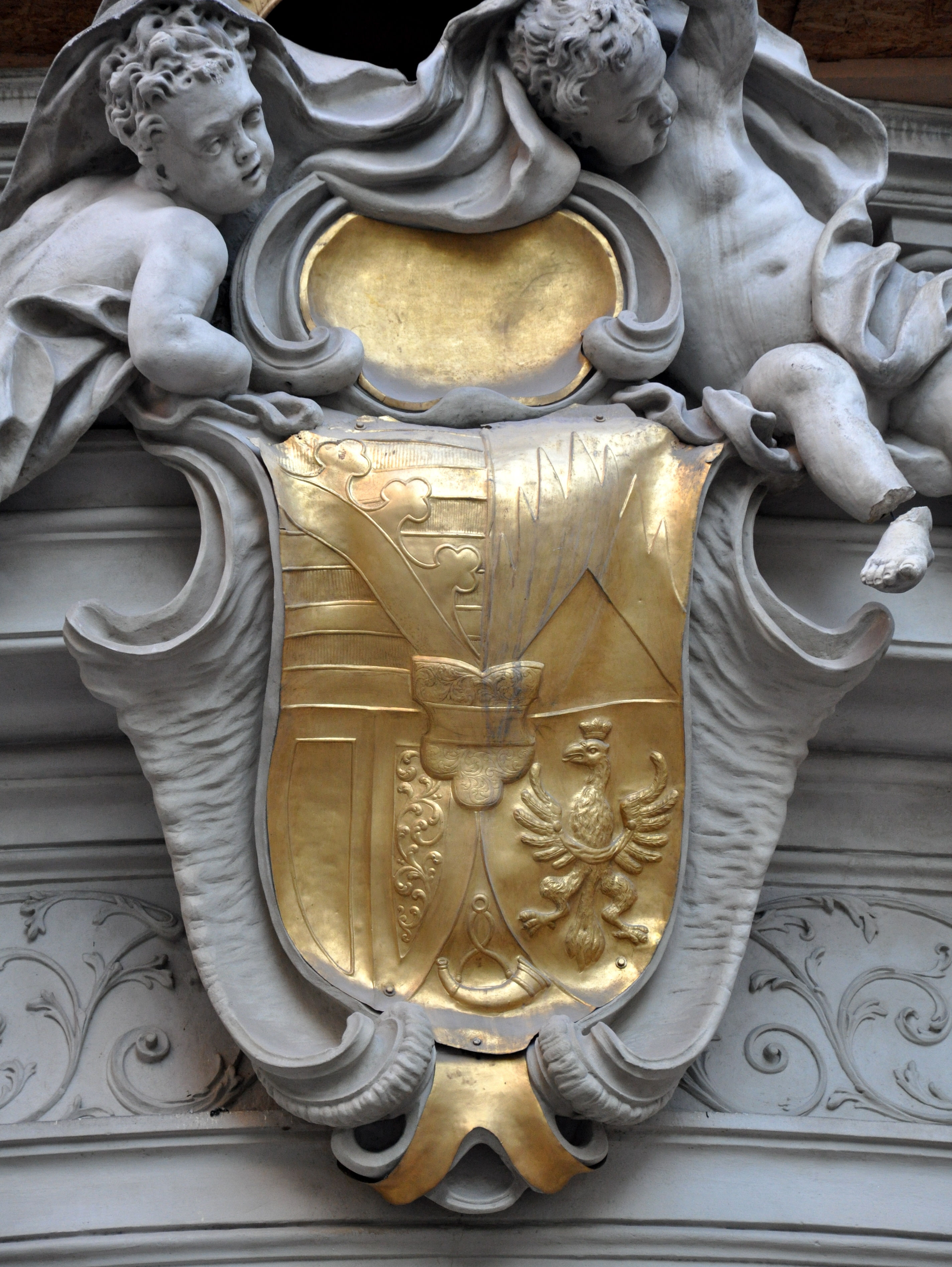
Huy hiệu